# За наших коханих
«За наших коханих» (фр. À nos amours) — французький кінофільм режисера Моріса Піала 1983 року. У 1984 році стрічка отримала 2 нагороди премії «Сезар» — за найкращий фільм та премію найперспективнішій молодій акторці (Сандрін Боннер) .

## Сюжет
П'ятнадцятирічна Сюзанна (Сандрін Боннер) живе в Парижі і веде звичайне життя дівчинки-підлітка. Вона знаходить своє коло подруг, які, як і вона — школярки і вихідці з сімейного середовища ремісників і торговців. Їхні батьки важко працюють і залишають дітей наодинці на цілий день. Дівчата — не просто співучасники своїх загравань та пригод,- вони відтворюють те, чого їм не вистачає — турботливу сім'ю.
Поведінка Сюзанни сильно змінюється, коли батько (Моріс Піала) йде з сім'ї до іншої жінки. Сюзанна починає вести безладне сексуальне життя. У неї закохуються двоє, але сама вона може бути щаслива тільки з третім — хлопцем на ім'я Люк. Вона спить з усіма, хто нею зацікавиться, окрім нього. Поведінка Сюзанни створює купу проблем вдома та викликає обурення матері і брата. Але ніщо не може змусити Сюзанну відмовитися від свого способу життя, в ньому вона бачить хоч якийсь порятунок від розброду, в який занурилася її колись щаслива сім'я. Відчуваючи тиск матері та брата, самотня й ображена Сюзанна виходить заміж і тікає до Америки.

## У ролях
| Актор(ка)        |   | Роль          |
| ---------------- | - | ------------- |
| Сандрін Боннер   | … | Сюзанна       |
| Домінік Беснеар  | … | Робер         |
| Моріс Піала      | … | батько        |
| Евелін Кер       | … | мати          |
| Крістоф Оден     | … | Мішель        |
| Кір Буітар       | … | Люк           |
| Сиріл Коллар     | … | Жан-П'єр      |
| П'єр-Лу Ражо     | … | Бернар        |
| П'єр Новіон      | … | Адрієн        |
| Жак Фіші         | … | зведений брат |
| Валері Шлюмберже | … | Марі-Франс    |

## Визнання
| Нагороди та номінації фільму За наших коханих | Нагороди та номінації фільму За наших коханих | Нагороди та номінації фільму За наших коханих | Нагороди та номінації фільму За наших коханих | Нагороди та номінації фільму За наших коханих | Нагороди та номінації фільму За наших коханих |
| Рік                                           | Нагорода                                      | Категорія                                     | Номінант                                      | Результат                                     |                                               |
| --------------------------------------------- | --------------------------------------------- | --------------------------------------------- | --------------------------------------------- | --------------------------------------------- | --------------------------------------------- |
| 1983                                          | Приз Луї Деллюка                              | Приз Луї Деллюка                              | Моріс Піала                                   | Перемога                                      |                                               |
| 1984                                          | Берлінський міжнародний кінофестиваль         | Золотий ведмідь                               | За наших коханих                              | Номінація                                     |                                               |
| 1984                                          | Міжнародний кінофестиваль у Чикаго            | Найкращий фільм                               | За наших коханих                              | Номінація                                     |                                               |
| 1984                                          | Премія «Сезар»                                | Найкращий фільм                               | За наших коханих                              | Номінація                                     |                                               |
| 1984                                          | Премія «Сезар»                                | Найкраща режисерська робота                   | Моріс Піала                                   | Номінація                                     |                                               |
| 1984                                          | Премія «Сезар»                                | Найперспективніша акторка                     | Сандрін Боннер                                | Перемога                                      |                                               |